# Brevicornu foliatum
Brevicornu foliatum är en tvåvingeart som först beskrevs av Edwards 1925.  Brevicornu foliatum ingår i släktet Brevicornu, och familjen svampmyggor. Arten är reproducerande i Sverige.